# 袁銓
袁銓。廣西平南縣人，清朝政治人物。

## 生平
袁銓於道光二十七年（1847年）丁未科殿試考中張之萬榜三甲第一百一十三名，與名臣李鴻章、沈葆楨等同榜，賜同進士出身。官至刑部主事。